# Dale Coyne Racing

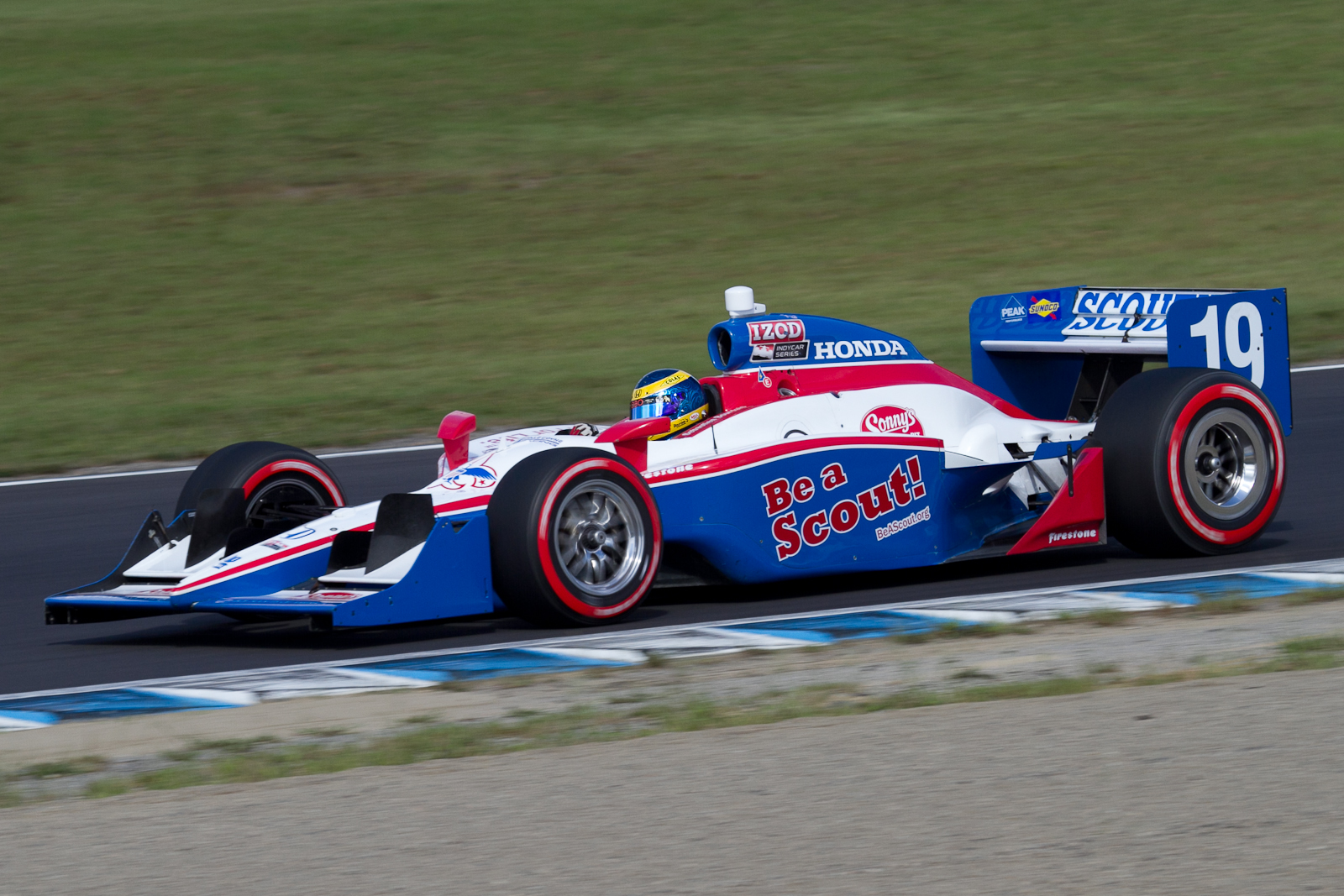
Carro da Dale Coyne Racing em 2011, pilotado por Sébastien Bourdais (mistos e circuitos de rua) e Alex Lloyd (circuitos ovais).

Dale Coyne Racing é uma equipe da IndyCar Series formada em 1984 pelo piloto estadunidense Dale Coyne, que chegou a disputar 34 provas entre 1984 e 1991, ano de sua aposentadoria. Sua sede localiza-se em Plainfield, no estado de Illinois. Entre 1996 e 1999, associou-se ao ex-jogador de futebol americano Walter Payton, passando a usar o nome Payton/Coyne Racing. Com a morte de Payton, a equipe recuperou o nome original.
Em toda sua história, ficou marcada por ser uma espécie de "Minardi dos Estados Unidos", por geralmente andar no fundo do grid. Apesar disso, foi a porta de entrada de vários pilotos na CART/Champ Car. Onze pilotos brasileiros correram por lá, entre eles Roberto Moreno (1996-1997), responsável pelo primeiro pódio da equipe, Tarso Marques (2000, 2004-2005) e Cristiano da Matta (2006). 
Atualmente a equipe faz parte da IndyCar Series. Na última temporada oficial da Champ Car, em 2007, a dupla era composta pela britânica Katherine Legge e pelo brasileiro Bruno Junqueira. Até 2009, sua melhor colocação na série foi um segundo lugar no Grande Prêmio da Bélgica da temporada 2007, conquistado por Bruno Junqueira. Coube ao britânico Justin Wilson incluir a Dale Coyne no rol de equipes vencedoras da categoria (somando CART, Champ Car e IndyCar), sendo ele quem possui mais vitórias: 2 (Watkins Glen, em 2009, e Texas, em 2012).
A terceira vitória da Dale Coyne foi conquistada por outro inglês: Mike Conway, na corrida 1 de Toronto. Além de Wilson e Conway, o time escalou ainda a brasileira Bia Figueiredo, o australiano James Davison e os também britânicos Pippa Mann e Stefan Wilson, irmão mais novo de Justin. Nenhum dos quatro pilotos conquistou resultados de destaque.
Entre 2014 e 2016, outros 9 pilotos representaram a equipe. Um deles, o americano Rocky Moran Jr., chegou a participar dos treinos para o GP de Long Beach, porém sofreu um acidente e foi impedido de correr, e o compatriota Conor Daly foi escalado para a vaga. O colombiano Carlos Huertas foi o quarto a vencer uma prova com a Dale Coyne, na corrida 1 de Houston, em 2014.
Para a temporada 2017, foram contratados o francês Sébastien Bourdais (que já havia integrado a equipe em 2011) e o anglo-emiradense Ed Jones, campeão da Indy Lights no ano anterior. Bourdais, que havia vencido a etapa de St. Petersburg e chegou a liderar a primeira parte do campeonato, sofreu um grave acidente nos treinos para as 500 Milhas de Indianápolis e foi substituído pelo australiano James Davison, que também correu pela escuderia em 2013. Nas etapas de Detroit e do Texas, o mexicano Esteban Gutiérrez e o também francês Tristan Vautier ocuparam a vaga do tetracampeão da Champ Car.
Em 2018, a equipe teve 6 pilotos: Pietro Fittipaldi e Zachary Claman DeMelo dividiram o carro #19 (o neto de Emerson Fittipaldi participou de 6 etapas, enquanto o canadense disputou 9), enquanto Bourdais seguiu no #18, em parceria com o ex-piloto Jimmy Vasser e James Sullivan, ex-proprietários da KV Racing, pela qual o francês competiu até 2016. Conor Daly disputou as 500 Milhas de Indianápolis pilotando o carro #17 e Pippa Mann, que tentava a sexta classificação seguida com a equipe, foi eliminada do grid e também a única entre os pilotos inscritos na temporada que não pontuou. Santino Ferrucci, na época piloto de desenvolvimento da equipe Haas F1 Team na Fórmula 1 e egresso da Fórmula 2, correu 4 provas.
Em 2019, a Dale Coyne manteve Bourdais (novamente em parceria com James Sullivan e Jimmy Vasser) e assinou com Ferrucci para a temporada completa. A equipe obteve um terceiro lugar com o francês na etapa do Alabama, em seu melhor desempenho no campeonato. James Davison ainda disputou as 500 Milhas em parceria com Jonathan Byrd's Racing, Hollinger e Belardi.
Para a temporada 2020, Bourdais assina com a A. J. Foyt Enterprises e, para seu lugar, é contratado o espanhol Álex Palou, competindo em associação com a Team Goh (equipe do Super GT, o campeonato japonês de turismo). Um terceiro carro, novamente inscrito para Davison - desta vez em parceria com Rick Ware Racing (equipe pela qual o australiano compete na Nascar), Jonathan Byrd's Racing e Belardi, porém sua participação durou apenas 6 voltas em decorrência de um problema no freio, causando um incêndio.